# Jamie Delgado
Jamie Delgado (Birmingham, Inglaterra, 21 de marzo de 1977) es un tenista profesional inglés. Delgado ha representado a Gran Bretaña en la Copa Davis, la última vez en 2006. Su mejor actuación en Wimbledon fue llegar a segunda ronda en tres ocasiones, destacándose la participación del año 2001, donde jugó contra el excampeón Andre Agassi en la Cancha Central. En total, ha ganado tres títulos individuales de la categoría ATP Challenger Tour, pero sobre todo se caracteriza por su participación en la modalidad de dobles, donde ha obtenido 16 títulos Challenger Tour y donde ha llegado también a participar en dos finales de la categoría ATP World Tour en 2012.

## Participación en Copa Davis
Su participación en Copa Davis no fue muy exitosa, debutó en 1997 y fue nominado un total de cinco veces. Disputó cinco encuentros en individuales y dos en dobles, perdiendo en las siete ocasiones. La última participación fue en 2006 cuando formó pareja con Andy Murray pero cayeron derrotados ante sus pares de Israel y Ucrania.

## Títulos
| Leyenda                        | Individuales | Dobles |
| ------------------------------ | ------------ | ------ |
| Grand Slam (tenis)\|Grand Slam | 0            | 0      |
| ATP World Tour Finals          | 0            | 0      |
| ATP World Tour Masters 1000    | 0            | 0      |
| ATP World Tour 500 Series      | 0            | 0      |
| ATP World Tour 250 Series      | 0            | 0      |
| ATP Challenger Series          | 3            | 16     |

### Individuales
| N.º | Fecha      | Torneo                       | Superficie | Oponente en la final | Resultado   |
| --- | ---------- | ---------------------------- | ---------- | -------------------- | ----------- |
| 1.  | 02.08.1999 | Challenger de Gramado        | Dura       | Diego Veronelli      | 6-3, 7-6(4) |
| 2.  | 09.09.1999 | Challenger de Belo Horizonte | Dura       | Daniel Melo          | 6-2, 7-6(4) |
| 3.  | 09.07.2001 | Challenger de Bristol        | Césped     | Alexander Peya       | 6-3, 6-1    |

### Dobles
| N.º | Fecha      | Torneo                     | Superficie    | Pareja          | Oponentes en la final                | Resultado       |
| --- | ---------- | -------------------------- | ------------- | --------------- | ------------------------------------ | --------------- |
| 1.  | 12.08.2002 | Challenger de Bronx        | Dura          | Arvind Parmar   | Karol Beck Tomas Zib                 | 7-6(6), 6-1     |
| 2.  | 31.10.2005 | Challenger de Aquisgrán    | Carpeta       | James Auckland  | Lars Burgsmuller Michael Kohlmann    | 2-6, 7-5, 6-3   |
| 3.  | 28.08.2006 | Challenger de Como         | Tierra batida | Jamie Murray    | Victor Crivoi Gabriel Moraru         | 6-2, 4-6, 10-7  |
| 4.  | 31.12.2007 | Challenger de San Pablo    | Dura          | Bruno Soares    | Horacio Zeballos Brian Dabul         | 6-1, 6-3        |
| 5.  | 17.08.2009 | Challenger de Trani        | Tierra batida | Jamie Murray    | Simon Greul Alessandro Motti         | 3-6, 6-4, 12-10 |
| 6.  | 21.09.2009 | Challenger de Liubliana    | Tierra batida | Jamie Murray    | Sthepane Robert Simone Vagnozzi      | 6-3, 6-3        |
| 7.  | 15.02.2010 | Challenger de Belgrado     | Carpeta       | Ilija Bozoljac  | Dustin Brown Martin Slanar           | 6-3, 6-3        |
| 8.  | 19.07.2010 | Challenger de Recanati     | Dura          | Lovro Zovko     | Vicent Stouff Charles-Antoine Brezac | 7-6(6),6-1      |
| 9.  | 24.01.2011 | Challenger de Heilbronn    | Dura          | Jonathan Marray | David Skoch Frank Moser              | 6-1, 6-4        |
| 10. | 07.03.2011 | Challenger de Sarajevo     | Dura          | Jonathan Marray | Yves Allegro Andreas Beck            | 7-6(6), 6-2     |
| 11. | 21.03.2011 | Challenger de Bath         | Dura          | Jonathan Marray | Yves Allegro Andreas Beck            | 6-3, 6-4        |
| 12. | 09.05.2011 | Challenger de Burdeos      | Tierra batida | Jonathan Marray | Julien Benneteau Nicolas Mahut       | 7-5, 6-3        |
| 13. | 07.11.2011 | Challenger de Loughborough | Dura          | Jonathan Marray | Sam Barry Daniel Glancy              | 6-2, 6-2        |
| 14. | 19.02.012  | Challenger de Bérgamo      | Dura          | Ken Skupski     | Martin Fischer Philipp Oswald        | 7:5, 7:5        |
| 15. | 13.05.2012 | Challenger de Roma         | Tierra batida | Ken Skupski     | Adrián Menéndez Walter Trusendi      | 6:1, 6:4        |
| 16. | 14.09.2013 | Challenger de Estambul     | Dura          | Jordan Kerr     | James Cluskey Adrián Menéndez        | 6:3, 6:2        |

### Finalista en dobles
| Leyenda                    |
| Grand Slam (0)             |
| ATP Wourld Tour Finals (0) |
| ATP Masters 1000 (0)       |
| ATP World Tour 500 (0)     |
| ATP World Tour 250 (2)     |

| N.º | Fecha               | Torneo      | Superficie | Pareja      | Oponentes en la final          | Resultado         |
| --- | ------------------- | ----------- | ---------- | ----------- | ------------------------------ | ----------------- |
| 1.  | 22 de junio de 2012 | Eastbourne  | Césped     | Ken Skupski | Colin Fleming Ross Hutchins    | 4-6, 3-6          |
| 2.  | 29 de julio de 2012 | Los Ángeles | Dura       | Ken Skupski | Ruben Bemelmans Xavier Malisse | 7-6(5), 4-6, 7-10 |